# Атанова, Людмила Петровна
Людми́ла Петро́вна Ата́нова (21 февраля 1920 года — 6 января 1994 года) — советский и российский музыковед, кандидат искусствоведения (1970), педагог, музыкально-общественный деятель. Заслуженный деятель искусств Российской Федерации (1992) и Башкирской АССР (1964). Член Союза композиторов СССР и Башкирской АССР.

## Биография
Родилась 21 февраля 1920 года в селе Чеботарёво Усерганского кантона Башкирской АССР (ныне — Кувандыкского района Оренбургской области).
С 1936 года обучалась игре на фортепиано в Башкирском музыкальном училище в Уфе в классе С. Т. Гербст и М. А. Зайдентрегера.
После окончания училища, в 1941—1942 годах преподавала музыкально-теоретические дисциплины в Уфимской детской музыкальной школе № 1.
В 1942—1945 годах участвовала в Великой Отечественной войне.
В 1952 году окончила историко-теоретический факультет Государственного музыкально-педагогического института имени Гнесиных (класс истории музыки М. Э. Риттих и М. С. Пекелиса, гармонии В. О. Беркова, специальный класс К. К. Ровеншильда). До 1964 года работала преподавателем в Уфимском училище искусств.
В 1952—1954 гг. инструктор отдела художественной литературы и искусства обкома КПСС Башкирской АССР.
C 1954 года работала лектором в Башкирской государственной филармонии и преподавателем по музыкально-теоретическим дисциплинам в Уфимском музыкальном училище.
В 1961—1965 годах работала в Уфимском учебно-консультационном пункте Музыкально-педагогического института имени Гнесиных. С 1963 года является членом Союза композиторов СССР.
В 1964—1978 годах являлась научным сотрудником Института истории, языка и литературы Башкирского филиала АН СССР.
В 1992 году присвоено почётное звание «Заслуженный деятель искусств Российской Федерации».

## Научная деятельность
Атанова Людмила Петровна является автором свыше 50 опубликованных трудов. Среди них монографии, научные и музыкально-критические статьи по проблемам башкирской профессиональной и народной музыки.
Труды:
- Рауф Муртазин. Уфа, 1967.
- Халик Заимов. Уфа, 1967.
- Масалим Валеев. Уфа, 1970.
- Жизнь как песня (творческий портрет Газиза Альмухаметова). Уфа, 1973.
- Первый музыкант-исследователь из башкир //Народное творчество башкир. Уфа, 1976.
- Музыка в башкирских играх // Обычаи и культурно-бытовые традиции башкир. Уфа, 1980. С. 117-128.
- Композиторы Башкирии. Уфа, 1982.
- Собиратели и исследователи башкирского музыкального фольклора. Уфа, 1992.